# Ljudmila Georgijevna Karacskina
Ljudmila Georgijevna Karacskina (oroszul: Людмила Георгиевна Карачкина; 1949. szeptember 3. –) ukrán névváltozatban Ljudmila Heorhijivna Karacskina (ukránul: Людмила Георгіївна Карачкіна) orosz származású szovjet, majd ukrán csillagász. Szakterülete a Naprendszer kisbolygóinak megfigyelése. 1990 óta a kisbolygók fotometriai és kolorimetriai vizsgálatával foglalkozik.

## Pályafutása
1978-tól a leningrádi Elméleti Asztrofizikai Intézetben dolgozott. Később a Krími Asztrofizikai Obszervatórium munkatársa lett, ahol jelenleg is dolgozik. 1980–1978 között 130 kisbolygót fedezett fel, 121-et egyedül, 9-et más csillagászokkal együtt.
Róla nevezték el a 8019 Karachkina kisbolygót, melyet 1990-ben felfedezett fel L.D. Schamadel és F. Börngen.
Férje Jurij Vasziljevics Karacskin, a Naucsnijban, az obszervatórium mellett működő középiskola fizikatanára. Róla nevezték el 8089 Yukar kisbolygót, melyet 1990. október 13-án fedezett fel L. D. Schamadel és F. Börngen Tautenburgban. A Karacskina által 1983-ban felfedezett 2892 Filipenko kisbolygót Olekszandr Filipenko bahcsiszaraji sebészről nevezte el, aki megmentette a halálos betegségből férjét.
Karacskina 2004-ben szerzett kandidátusi fokozatot a matematikai és fizikai tudományokból, disszertációját az Odesszai Nemzeti Egyetemen védte meg.